# Torre Pagana
La torre di Punta Pagana è stato un edificio difensivo situato nella frazione di San Michele di Pagana a Rapallo. La cinquecentesca torre d'avvistamento è ubicata presso l'insenatura tra Trelo e Prelo, all'interno del cimitero frazionale della località.
Dal 1981 è di proprietà del Fondo Ambiente Italiano (FAI).

## Storia e descrizione

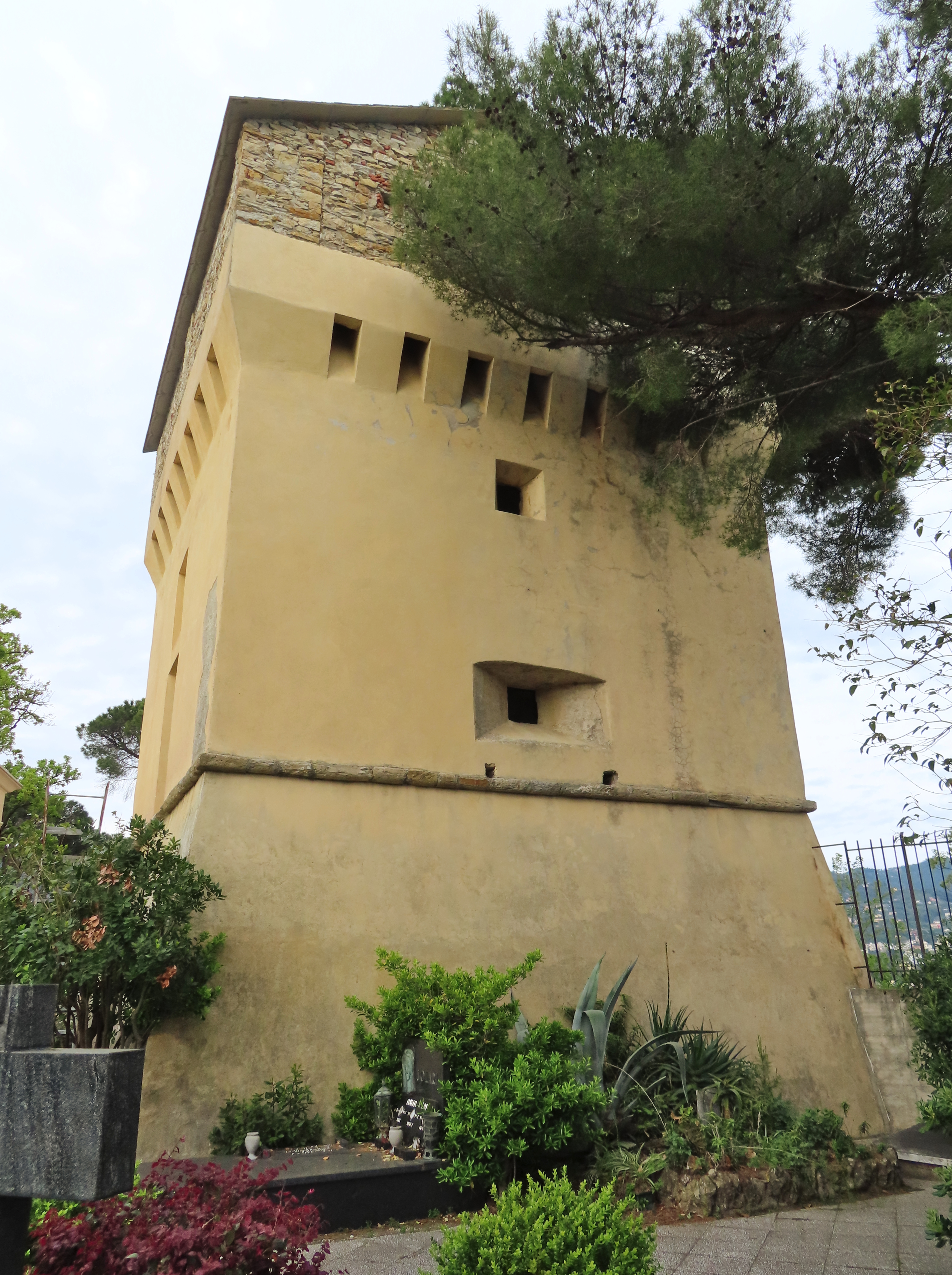
Lato sud

La costruzione di una torre o postazione difensiva nel territorio sanmichelino si rese alquanto necessaria per i sempre più numerosi sbarchi e assalti dei pirati barbareschi che per tutto il XVI secolo e il secolo successivo afflissero la costa ligure. A spingere il senato della Repubblica di Genova ad una rapida soluzione del problema fu, la mattina del 4 luglio 1549, l'improvviso assalto piratesco a Rapallo compiuto dall'ammiraglio turco ("pirata" per i liguri) Dragut.
Le paure e le proteste degli abitanti di Rapallo (e del territorio) fecero sì che da Genova fu inviato un capitano, nella persona di Gerolamo Roisecco, incaricato dalla "Superba" di verificare la situazione difensiva del circondario rapallese. Fu lo stesso Roisecco a suggerire al senato genovese e alla popolazione rapallese la costruzione di una o più postazioni difensive per la salvaguardia del braccio di mare del golfo. Se a Rapallo si edificò un vero e proprio castello (castello di Rapallo), intorno al 1551, per il borgo di San Michele di Pagana si optò per l'edificazione di una semplice torre d'avvistamento.
Il 16 maggio del 1562 il podestà rapallese Gerolamo Giustiniani indette una riunione locale tra i consiglieri del Quartiere di Olivastro e due patrizi di Genova (Raffaele Vivaldi e Andrea De Franchi) e, con un'ampia intesa, fissarono con 600 lire genovesi il primario contributo per la realizzazione della suddetta torre. Maggiori finanziamenti si ebbero direttamente su decisione del doge genovese che destinò, con decreto firmato il 22 maggio dello stesso anno, i proventi della cancelleria di Rapallo sino al 1º gennaio 1563, permettendo così l'inizio dei lavori.
Ad opera completata - circa un anno dopo - la torre verrà armata e dotata dei sistemi difensivi, nonostante alcuni problemi monetari, e consegnata alla popolazione sanmichelina.
Negli anni ottanta del Novecento, divenuta proprietà del Fondo Ambiente Italiano, si procederà al recupero conservativo della torre.

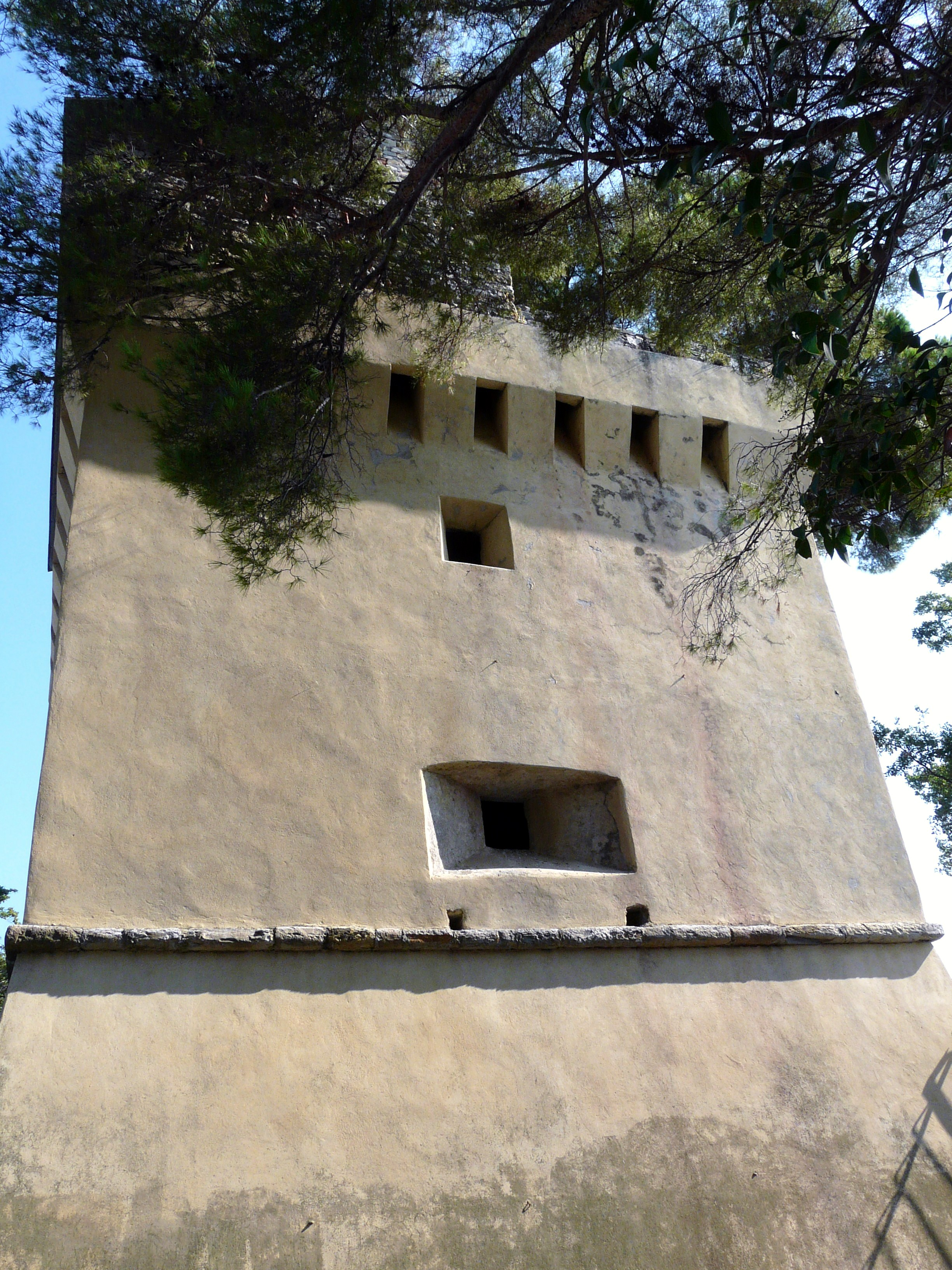
Altra foto della torre dal cimitero
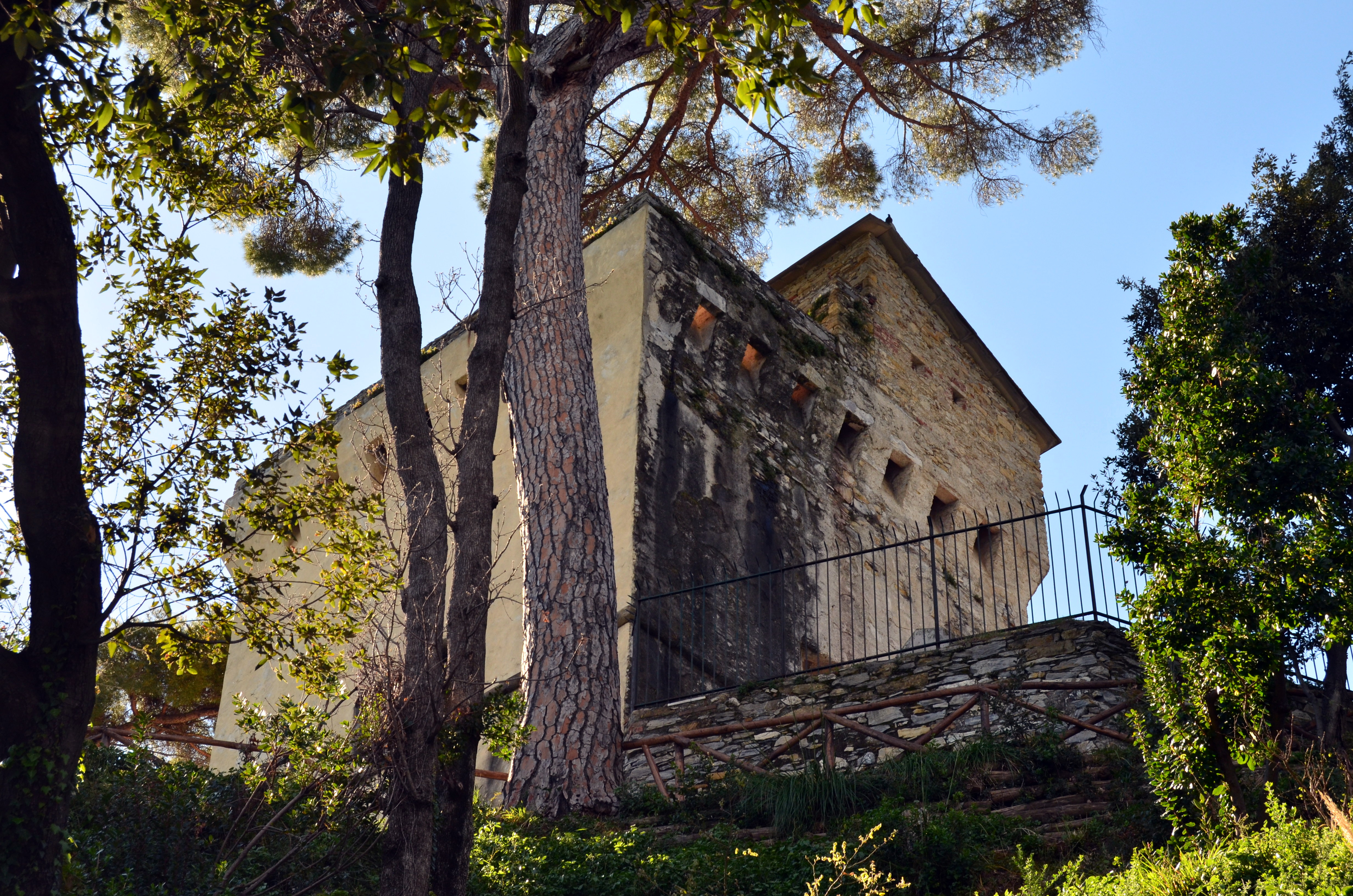
La torre dalla spiaggia di Trelo